# Marianne Nivert
Astrid Marie-Anne (Marianne) Erika Nivert, född 17 augusti 1940 i Ragunda, är en svensk företagsledare och finanskvinna.
Marianne Nivert blev teleingenjör 1963, filosofie kandidat vid Stockholms universitet 1972 och läste därefter vid Försvarshögskolan till 1985 samt AMP INSEAD 1986.
Nivert var löneförhandlare med mera på dåvarande Televerket 1963–1976, administrativ chef för Televerkets industridivision 1976–1977, telefondirektör för Stockholms teleområde Innerstaden 1977–1982, chef för Göteborgs teleområde 1982 samt verkställande direktör för Telia 2000–2002. Under perioden 1 januari 2004 till 31 december 2004 innehade hon Assar Gabrielssons gästprofessur i tillämpad företagsledning vid Handelshögskolan i Göteborg. Nivert var styrelseledamot i TDL (Transport Data Link), PK-banken Krokslätt, Svensk Bilprovning samt ordförande i Rädda Barnen 2005–2008.

## Utmärkelser och priser
- H. M. Konungens medalj i guld av 12:e storleken med Serafimerordens band (Kon:sGM12mserafb, 2018) för förtjänstfulla insatser inom svenskt näringsliv[2]
- Årets Ruter Dam (1997)

## Familj
Marianne Nivert var gift första gången med byrådirektör Krister Nivert och andra gången 1980 med direktör Kai Lervik.